# Letov Š-3

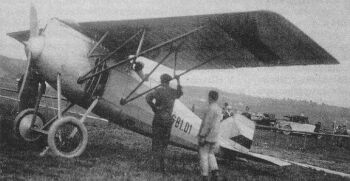
Letov Š-3

De Letov Š-3 is een Tsjechoslowaaks eenzits hoogdekker jachtvliegtuig gebouwd door Letov. De Š-3 is ontworpen door ingenieur Alois Šmolík. De eerste vlucht vond plaats in 1922. De Š-3 is net als de meeste vliegtuigen uit die tijd gebouwd van hout, dat met doek is overspannen. De Tsjechoslowaakse luchtmacht toonde geen interesse in het toestel, waardoor er slechts twee prototypes gebouwd werden.

## Specificaties
- Bemanning: 1, de piloot
- Lengte: 7,08 m
- Spanwijdte: 10,13 m
- Hoogte: 3,04 m
- Vleugeloppervlak: 17,6 m2
- Leeggewicht: 662 kg
- Maximum start gewicht: 928 kg
- Motor: 1× BMW IIIa, 136 kW (185 pk)
- Maximumsnelheid: 225 km/h
- Kruissnelheid: 190 km/h
- Vliegbereik: 472 km
- Plafond: 8 400 m
- Bewapening: 2× vooruit vurende 7,7 mm machinegeweren